# مایک آدامز
مایک آدامز (انگلیسی: Mike Adams (football coach)؛ زادهٔ ۱۹۵۹ (۶۵–۶۶ سال)) یک بازیکن فوتبال اهل بریتانیا است.